# 메리 퀴니
메리 퀴니(아랍어: ماري كويني, 영어: Mary Queeny, 1913년 11월 16일 ~ 2003년 11월 25일)는 이집트의 배우, 영화 제작자이다. 이집트 영화계 초기 시대의 대표 배우였다. 베일을 안 쓴 채 스크린에 등장한 초기 이집트 여성 중 한 사람이다.